# Francolí de Shelley
El francolí de Shelley (Scleroptila shelleyi) és una espècie d'ocell de la família dels fasiànids (Phasianidae) que habita boscos clars i matoll de l'Àfrica oriental i Meridional, des del sud-est de la República Democràtica del Congo, Uganda i sud de Kenya, cap al sud fins al sud-est de Sud-àfrica.

## Distribució i hàbitat
Es troba en boscos i praderies herboses a Kenya, Moçambic, Ruanda, Sud-àfrica, Eswatini, Tanzània, Uganda i Zimbàbue.

## Subespècies
L'espècie rep el nom de Sir Edward Shelley, cosí de George Ernest Shelley.
Ha estat classificat en tres subespècies:
- S. s. uluensis (Ogilvie-Grant, 1892), del centre i sud de Kenya i nord de Tanzània.
- S. s. macarthuri (van Someren, 1938), del sud-est de Kenya.
- S. s. shelleyi (Ogilvie-Grant, 1890), des del sud d'Uganda i centre de Tanzània cap al sud.

El francolí de Whyte (Scleroptila whytei), abans Scleroptila shelleyi whytei, es separa del francolí de Shelley (S. shelleyi) en funció de diferències significatives en el plomatge i la divergència de l'ADNmt (del Hoyo & Collar 2014; Mandiwana-Neudani et al. 2019b; HBW/BirdLife).